# Chankonabe

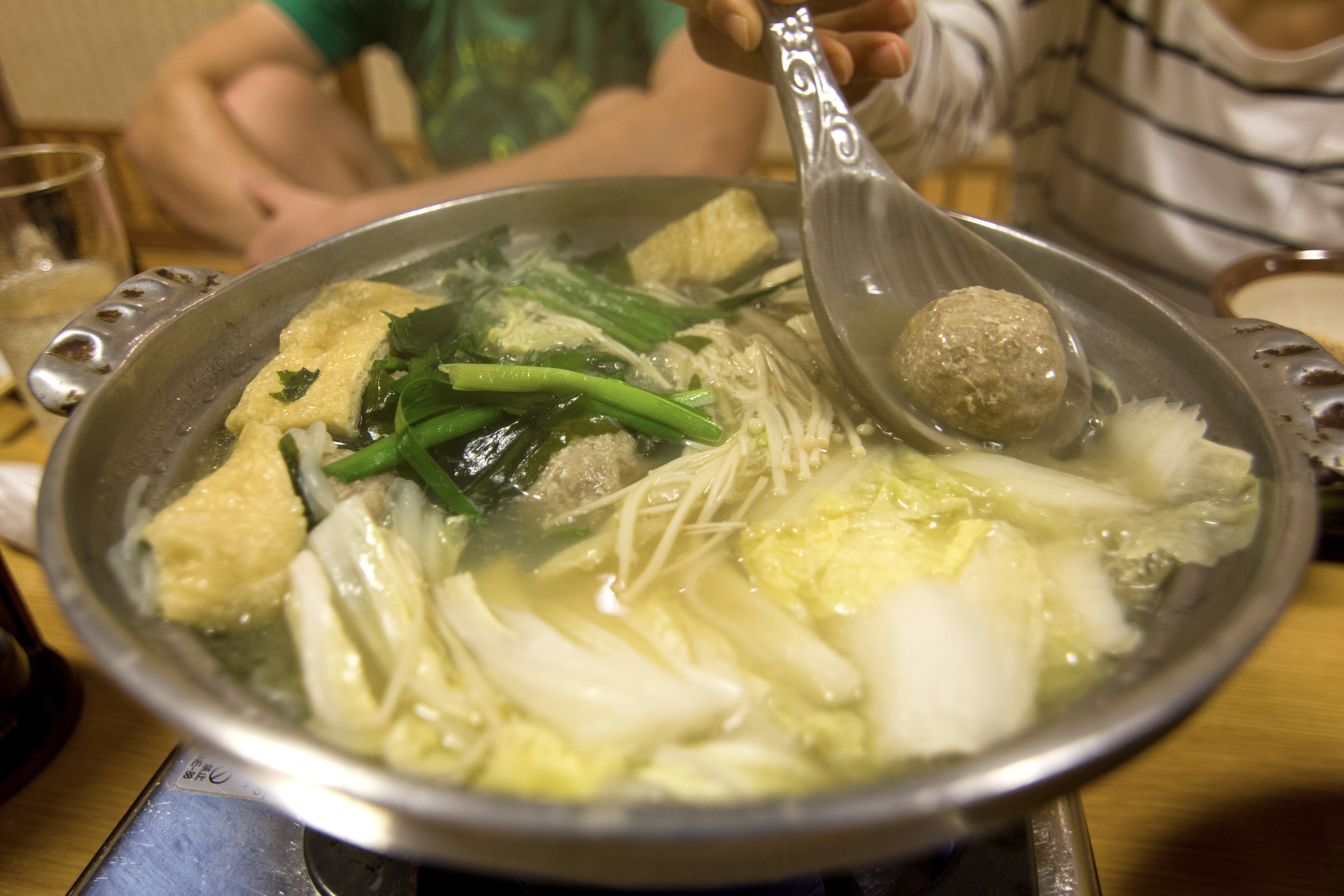
Exempel på chankonabe.

Chankonabe (ちゃんこ鍋) är en japansk variant av eldgryta.
Den är populär bland sumobrottare, och ingår som en del av deras viktökningsdiet. Tillagningen bygger på principen man tager vad man haver. En  proteinkälla, exempelvis kyckling med skinnet kvar, stekta fiskbullar, tofu eller  nötkött kokas med grönsaker som daikon  i dashi (fiskbuljong) och smaksätts med sake eller mirin .
Chankonabe är mycket proteinrik och serveras vanligtvis med stora mängder öl och ris för att öka kaloriintaget.